# ميدينا (مينيسوتا)
ميدينا (بالإنجليزية: Medina, Minnesota)‏ هي مدينة تقع في ولاية مينيسوتا في الولايات المتحدة. تبلغ مساحة هذه المدينة 69.93 (كم²)، وترتفع عن سطح البحر 323 م، بلغ عدد سكانها 4892 نسمة في عام 2010 حسب إحصاء مكتب تعداد الولايات المتحدة.

## التركيبة السكانية
قام مكتب تعداد الولايات المتحدة بتحديد بيانات التركيبة السكانية لميدينا في تعداد الولايات المتحدة. في ما يلي، التركيبة السكانية حسب تعدادي 2000 و2010.

### تعداد عام 2000
بلغ عدد سكان ميدينا 4,005 نسمة بحسب تعداد عام 2000، وبلغ عدد الأسر 1,309 أسرة وعدد العائلات 1,117 عائلة مقيمة في المدينة. في حين سجلت الكثافة السكانية 156.7 نسمة لكل ميل مربع (60.5/كم2). وبلغ عدد الوحدات السكنية 1,337 وحدة بمتوسط كثافة قدره 52.3 نسمة لكل ميل مربع (20.2/كم2).
وتوزع التركيب العرقي للمدينة بنسبة 97.33% من البيض و 0.22% من الأمريكيين الأصليين و 1.20% من الأمريكيين ذوي الأصول الآسيوية و 0.02% من سكان جزر المحيط الهادئ و 0.47% من الأمريكيين الأفارقة و 0.57% من عرقين مختلطين أو أكثر.
بلغ عدد الأسر 1,309 أسرة كانت نسبة 47.0% منها لديها أطفال تحت سن الثامنة عشر تعيش معهم، وبلغت نسبة الأزواج القاطنين مع بعضهم البعض 78.4% من أصل المجموع الكلي للأسر، ونسبة 4.3% من الأسر كان لديها معيلات من الإناث دون وجود شريك، وكانت نسبة 14.6% من غير العائلات. تألفت نسبة 11.2% من أصل جميع الأسر من أفراد ونسبة 2.8% كانوا يعيش معهم شخص وحيد يبلغ من العمر 65 عاماً فما فوق. وبلغ متوسط حجم الأسرة المعيشية 3.31، أما متوسط حجم العائلات فبلغ 3.05.
بلغ العمر الوسطي للسكان 38 عاماً. وكانت نسبة 32.2% من القاطنين تحت سن الثامنة عشر، وكانت نسبة 5.0% بين الثامنة عشر والأربعة وعشرون عاماً، ونسبة 28.5% كانت واقعةً في الفئة العمرية ما بين الخامسة والعشرون حتى والأربعة وأربعون عاماً، ونسبة 27.3% كانت ما بين الخامسة والأربعون حتى الرابعة والستون، ونسبة 6.9% كانت ضمن فئة الخامسة والستون عاماً فما فوق. يوجد لكل 100 أنثى 99.7 ذكر، ويوجد لكل 100 أنثى في الثامنة عشر من عمرها فما فوق 103.6 ذكر.
بلغ متوسط دخل الأسرة في المدينة 88,847 دولار، أما متوسط دخل العائلة فبلغ 96,909 دولار. وكان متوسط دخل الذكور 65,938 دولار مقابل 32,460 دولار للإناث. وسجل دخل الفرد الخاص بالمدينة 49,127 دولار. وكانت نسبة 0.4% من العائلات ونسبة 1.3% من السكان تحت خط الفقر، وكان من هؤلاء نسبة 1.5% تحت سن الثامنة عشر ولا أحد منهم في الخامسة والستين من العمر وما فوق.

### تعداد عام 2010
بلغ عدد سكان ميدينا 4,892 نسمة بحسب تعداد عام 2010، وبلغ عدد الأسر 1,702 أسرة وعدد العائلات 1,386 عائلة مقيمة في المدينة. في حين سجلت الكثافة السكانية 192.2 نسمة لكل ميل مربع (74.2/كم2). وبلغ عدد الوحدات السكنية 1,780 وحدة بمتوسط كثافة قدره 69.9 لكل ميل مربع (27.0/كم2).
وتوزع التركيب العرقي للمدينة بنسبة 94.0% من البيض و 0.1% من الأمريكيين الأصليين و 3.2% من الأمريكيين ذوي الأصول الآسيوية و 1.0% من الأمريكيين الأفارقة و 1.3% من عرقين مختلطين أو أكثر.
بلغ عدد الأسر 1,702 أسرة كانت نسبة 42.0% منها لديها أطفال تحت سن الثامنة عشر تعيش معهم، وبلغت نسبة الأزواج القاطنين مع بعضهم البعض 74.4% من أصل المجموع الكلي للأسر، ونسبة 4.8% من الأسر كان لديها معيلات من الإناث دون وجود شريك، بينما كانت نسبة 2.3% من الأسر لديها معيلون من الذكور دون وجود شريكة وكانت نسبة 18.6% من غير العائلات. تألفت نسبة 15.6% من أصل جميع الأسر من أفراد ونسبة 7.3% كانوا يعيش معهم شخص وحيد يبلغ من العمر 65 عاماً فما فوق. وبلغ متوسط حجم الأسرة المعيشية 3.23، أما متوسط حجم العائلات فبلغ 2.87.
بلغ العمر الوسطي للسكان 43.3 عاماً. وكانت نسبة 30.7% من القاطنين تحت سن الثامنة عشر، وكانت نسبة 4.7% بين الثامنة عشر والأربعة وعشرون عاماً، ونسبة 18% كانت واقعةً في الفئة العمرية ما بين الخامسة والعشرون حتى والأربعة وأربعون عاماً، ونسبة 34.4% كانت ما بين الخامسة والأربعون حتى الرابعة والستون، ونسبة 12.2% كانت ضمن فئة الخامسة والستون عاماً فما فوق. وتوزع التركيب الجنسي للسكان بنسبة 49.8% ذكور و50.2% إناث.

## وصلات خارجية
- medinamn.us
- The US50 - Cities and Towns in Minnesota State